# If I Were a Boy
"If I Were a Boy" és una cançó de R&B de la cantant estatunidenca Beyoncé. Escrita per Toby Gad i BC Jean, Gad també es va encarregar de la producció i la mateixa Beyoncé pel seu tercer àlbum d'estudi en solitari, I Am... Sasha Fierce. El seu llançament es va produir el 8 d'octubre de 2008 a les emissores de ràdio dels Estats Units juntament amb la cançó "Single Ladies (Put a Ring on It)".

## Informació
El videoclip, dirigit per Jake Nava i filmat en blanc i negre, narra les vivències d'una parella en un dia ordinari amb la sorpresa que al final del vídeo es revela que els rols han estat canviats. Comença amb el marit de la Beyoncé preparant-li l'esmorzar abans d'anar a treballar a comissaria. El seu company és un noi jove i atractiu amb el qual té molt bona relació i es veu com s'hi sent atret. El seu marit compra unes arracades per regalar-li i la truca per quedar, però ella l'ignora per anar al bar amb els seus companys. A la nit, se'n van a una festa i ella comença a ballar amb el seu company de feina molt íntimament. Quan arriben a casa comencen a discutir i llavors es revela l'intercanvi de rols, de manera que realment és el seu marit que és agent de policia.
El senzill ha venut més de dos milions de còpies als Estats Units i la certificació de doble disc de platí per la RIAA. Durant diverses setmanes va estar situada en la primera posició de la llista de descàrregues digitals, fins que va ser superada precisament pel seu segon senzill de l'àlbum Single Ladies (Put a Ring on It). Al Regne Unit va superar el mig milió d'unitats venudes i va rebre la certificació de disc d'or.

## CD Senzill
| Dance Mixes EP 1. "If I Were A Boy (Maurice Joshua Mojo Uk Main Mix)" - 6:30 2. "If I Were A Boy (Maurice Joshua Mojo Uk Dub Mix)" - 6:28 3. "If I Were A Boy (Karmatronic Main Mix)" - 6:25 4. "If I Were A Boy (Dj Escape & Dom Capello Main Remix)" - 8:28 5. "If I Were A Boy (Maurice Joshua Uk Radio Edit)" - 3:14 6. "If I Were A Boy (Karmatronic Radio Edit)" - 3:31 7. "If I Were A Boy (Dj Escape & Dom Castello Radio Edit)" - 4:07 Dance Mixes EP Vol.2 1. "If I Were A Boy (Lost Daze Remix Main)" - 5:08 2. "If I Were A Boy (Mark Picchiotti Remix Club)" - 7:15 3. "If I Were A Boy (Mark Picchiotti Remix Dub)" - 7:15 4. "If I Were A Boy (Chase Girls Club Mix)" - 8:28 5. "If I Were A Boy (Lost Daze Radio Edit)" - 3:05 6. "If I Were A Boy (Mark Picchiotti Radio Edit)" - 3:42 7. "If I Were A Boy (Chase Girls Radio Edit)" - 3:31 | CD single 1. "If I Were a Boy" - 4:10 2. "Single Ladies (Put a Ring on It)" - 3:13 Remixes CD 1. "If I Were a Boy" 2. "If I Were A Boy (If I Were A Girl Remix) (feat. Lee Carr) - 4:09 3. "If I Were A Boy (Official Remix) (feat. R. Kelly) - 5:16 Spanish Promo Only CD single 1. "Si yo fuera un chico" - 4:09 2. "If I Were A Boy" - 4:10 |

## Posicions en llista
| Llista                   | Posició |
| ------------------------ | ------- |
| Australian Singles Chart | 3       |
| Canadian Hot 100         | 4       |
| French Singles Chart     | 5       |
| German Singles Chart     | 3       |
| Japan Hot 100 Singles    | 10      |
| Spanish Singles Chart    | 4       |
| UK Singles Chart         | 1       |
| U.S. Billboard Hot 100   | 3       |